# Oxalis recticaulis
Oxalis recticaulis är en harsyreväxtart som beskrevs av Otto Wilhelm Sonder. Oxalis recticaulis ingår i släktet oxalisar, och familjen harsyreväxter. Inga underarter finns listade i Catalogue of Life.